# Държавно устройство на Оман
Оман е абсолютна монархия.

## Законодателна власт
Оман има двукамарен парламент.
Горната камара на парламента „Държавният съвет“ се избира за срок от 4 години.
Долната камара на парламента „Консултативното събрание“ е в състав от 84 депутати.